# Công viên Ronald Reagan

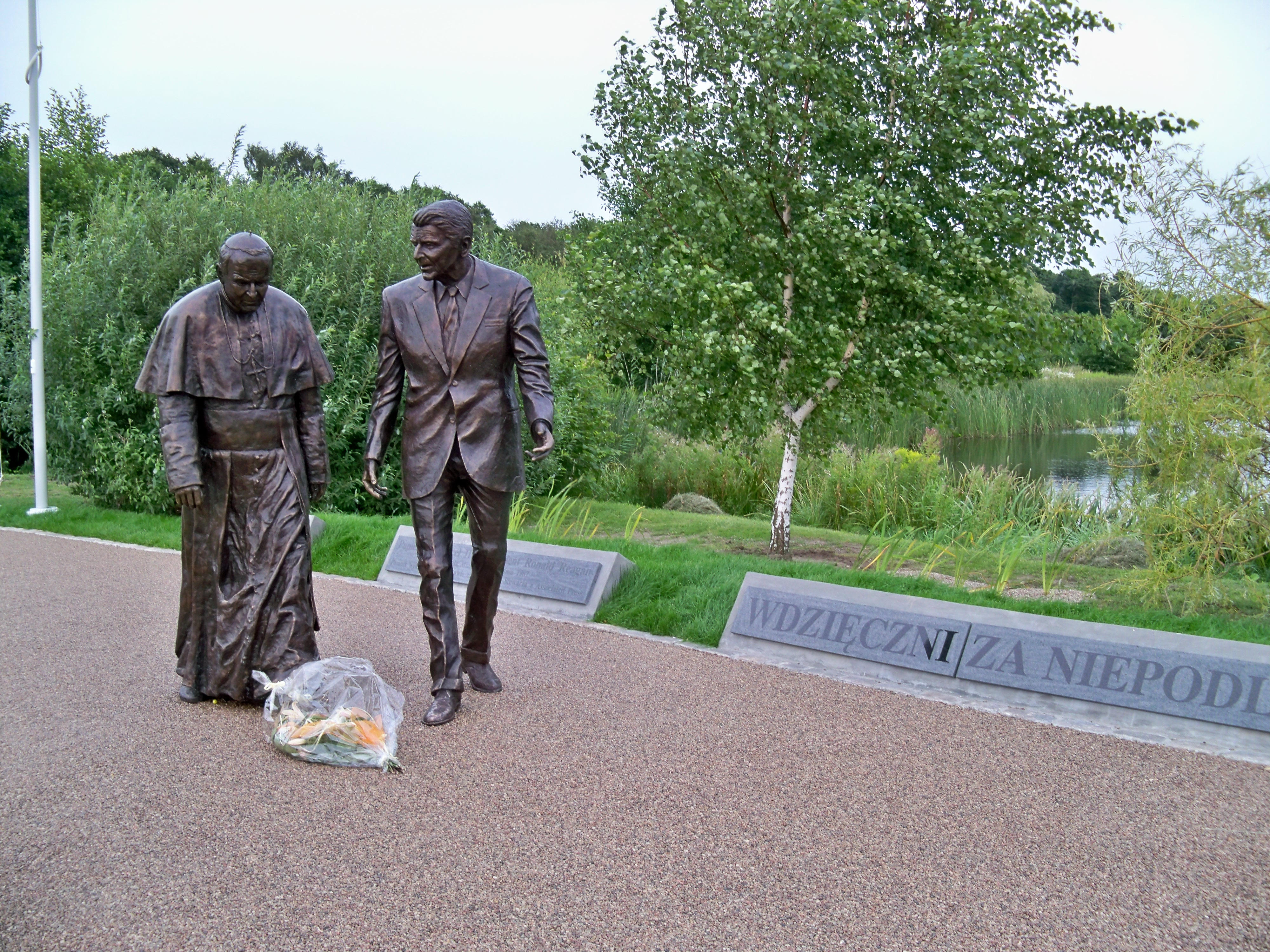
Đài tưởng niệm Giáo hoàng Gioan Phaolô II và Tổng thống Mỹ Ronald Reagan do kiến trúc sư Szczepan Baum thiết kế.

Công viên Ronald Reagan (tiếng Ba Lan: Park im. Ronalda Reagana) là một công viên ven biển lớn nhất ở Gdańsk, Ba Lan. Công viên nổi tiếng với Đài tưởng niệm Giáo hoàng Gioan Phaolô II và Tổng thống Mỹ Ronald Reagan do kiến trúc sư Szczepan Baum thiết kế. Đây là một trong những địa điểm tổ chức nhiều hoạt động giải trí, lễ hội cùng nhiều sự kiện văn hóa hấp dẫn tại Gdańsk.

## Đôi nét về công viên
Trong giai đoạn 2003-2006, Công viên Ronald Reagan được xây dựng trên một khu đất cằn cỗi, với diện tích ban đầu là 40 ha. Công viên tọa lạc tại Khu Przymorze Wielkie, kéo dài từ Phố Pomorska (Khu Jelitkowo) đến Đại lộ Józef Haller (Khu Brzeźno, Vịnh Gdańsk).
Công viên liên tục được mở rộng và phát triển. Đến năm 2009, diện tích công viên đạt 55,5 ha.
Hiện nay, theo ước tính của Cơ quan Đường bộ và Cây xanh Gdańsk, diện tích công viên rơi vào khoảng 62 ha.

## Khám phá
Công viên Ronald Reagan là một địa danh đáng để khám phá. Xung quanh công viên bao gồm: hai hồ nước, khu vực giải trí, đường dành cho người đi xe đạp cũng như khu trượt băng hiện đại. Ngoài ra, đây cũng là nơi thường xuyên diễn ra các buổi triển lãm và lễ hội.

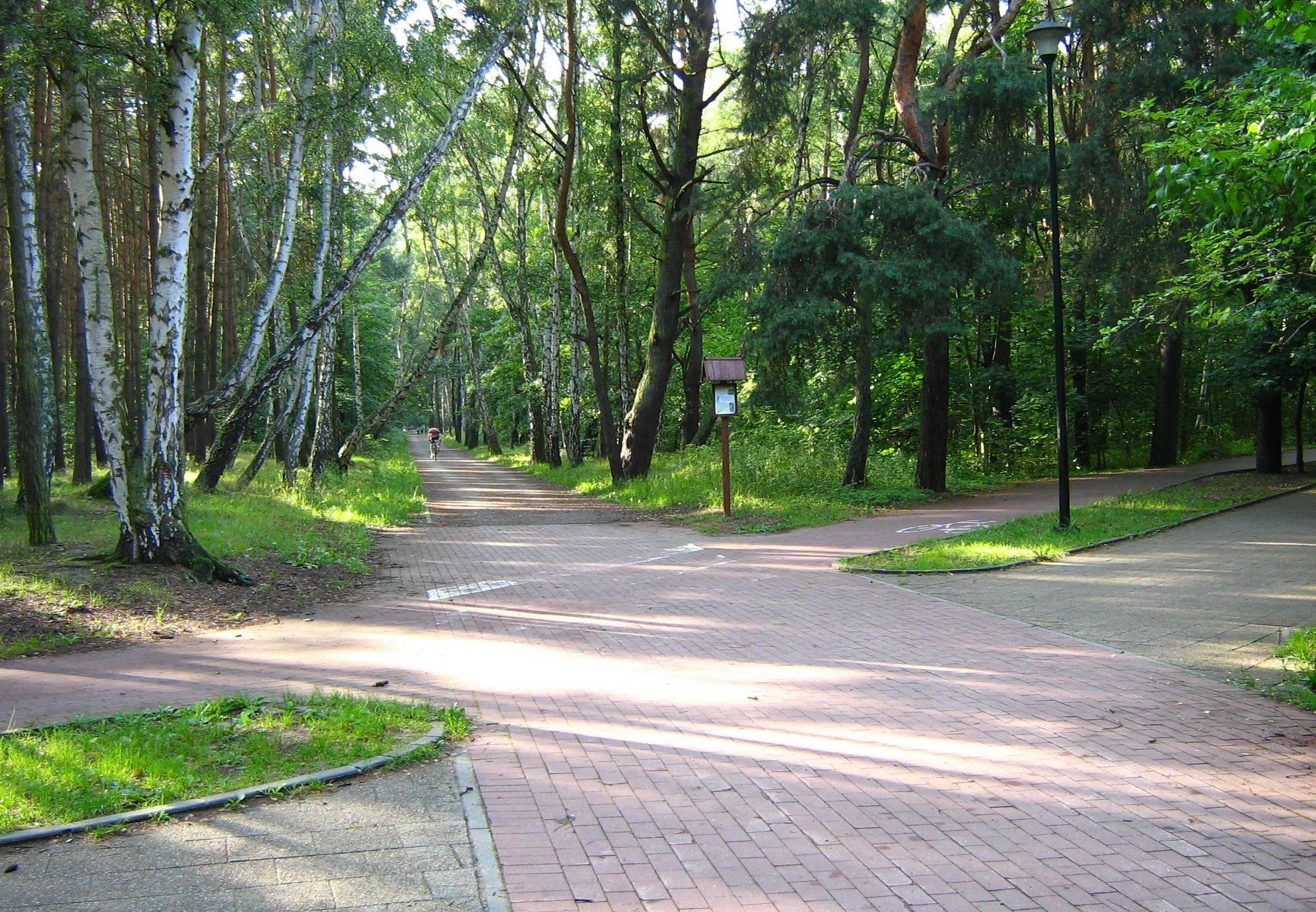
Rừng cây trong công viên
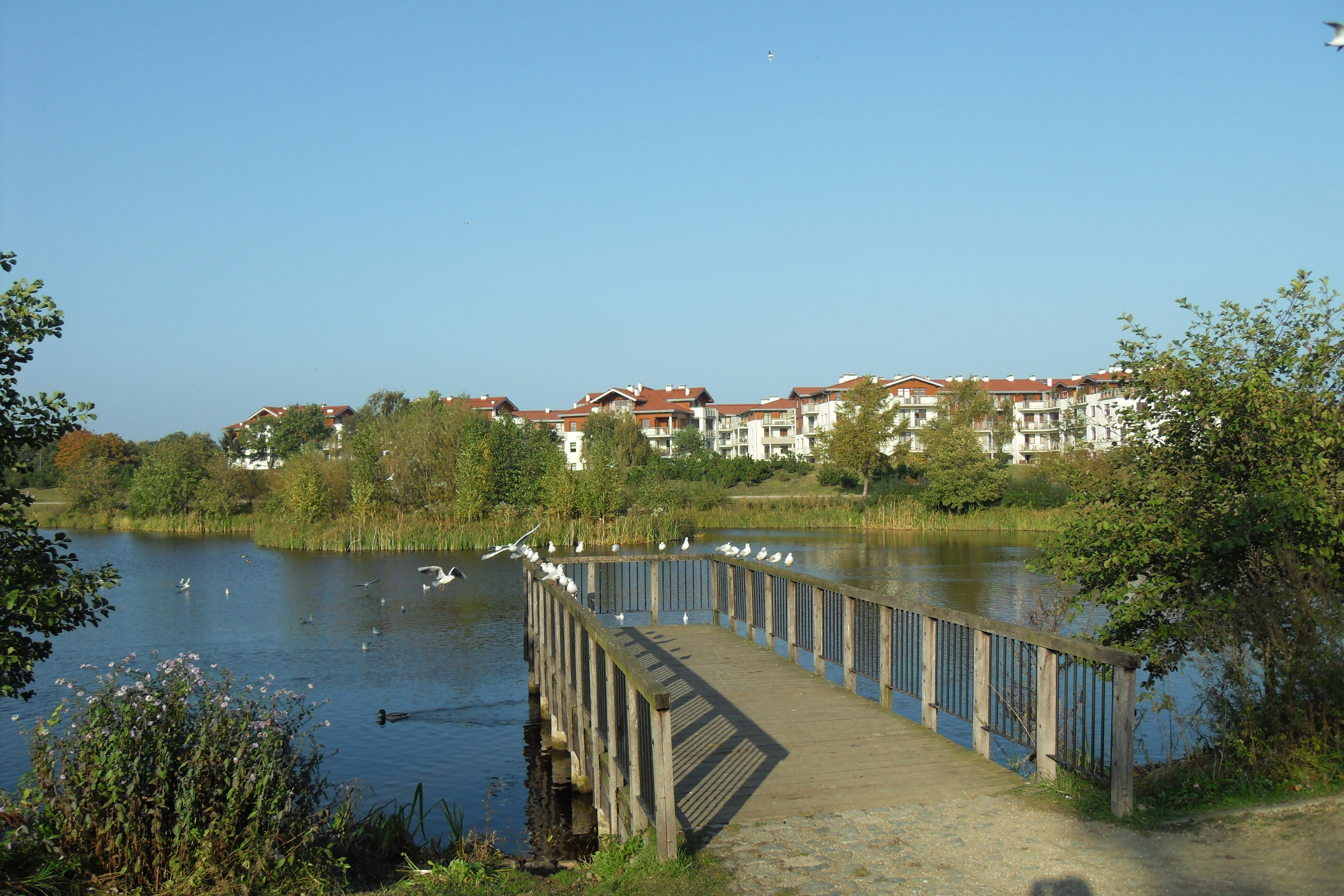
Hồ nước
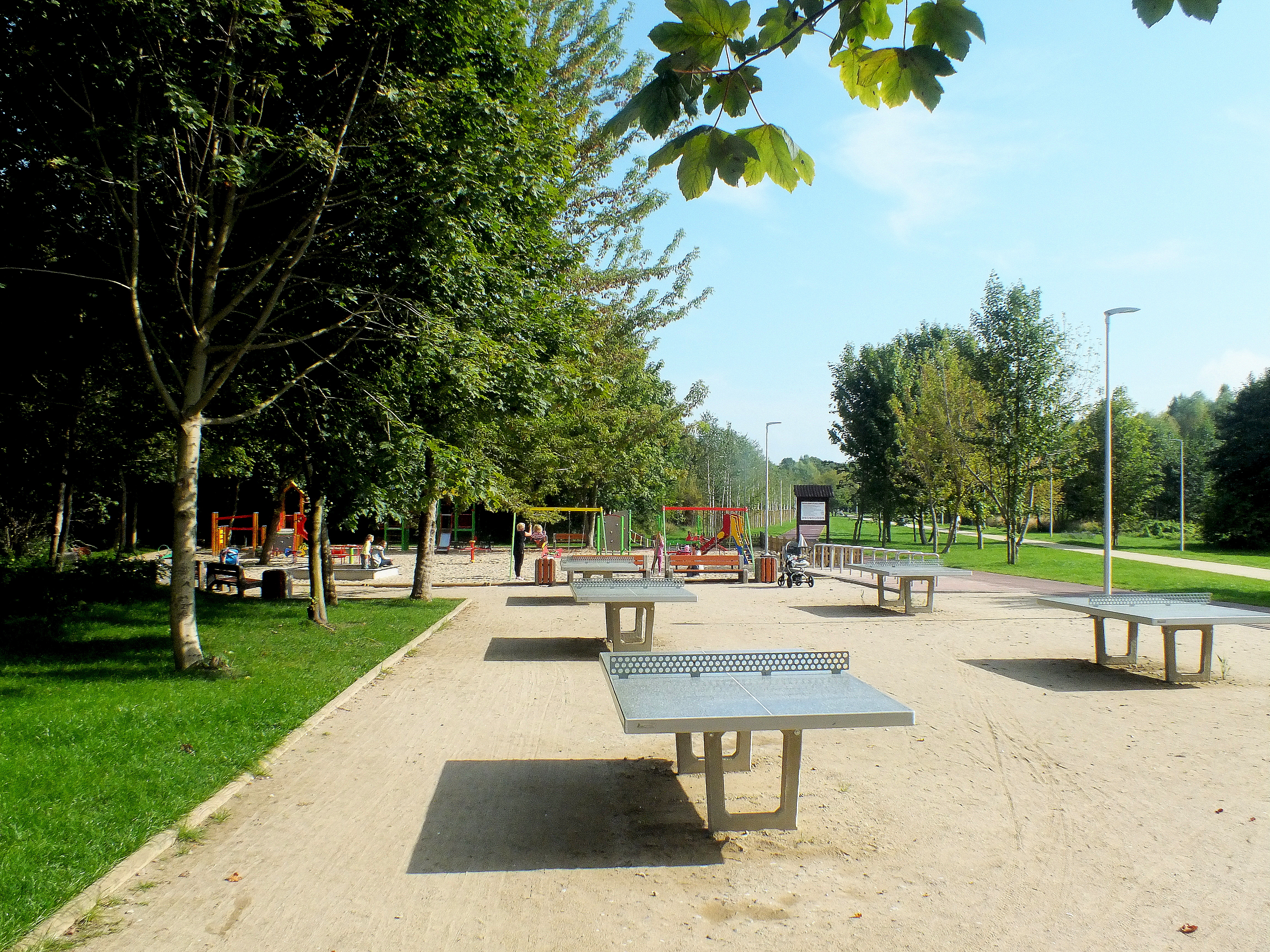
Khu vực giải trí
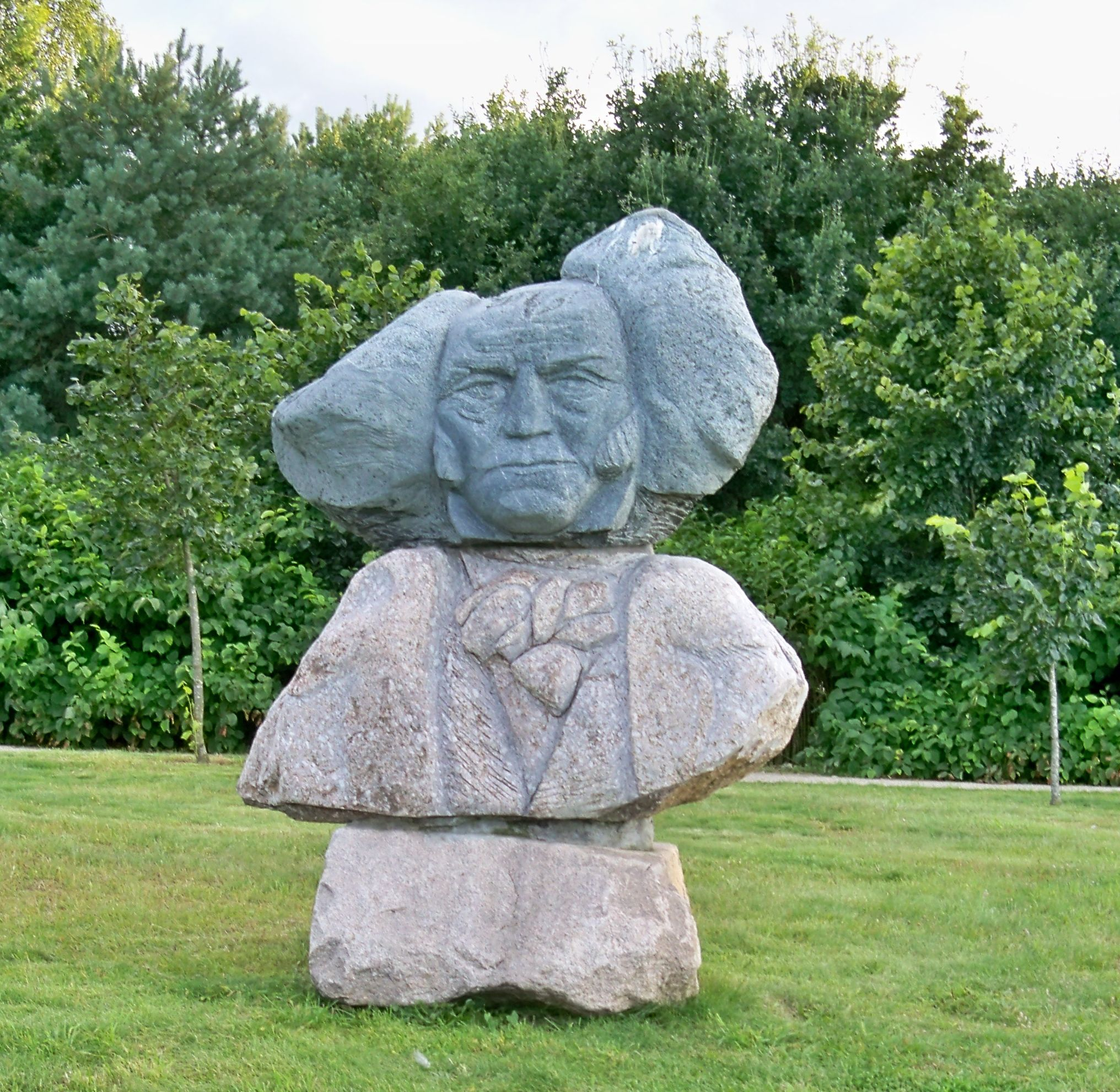
Một tác phẩm điêu khắc được đặt tại công viên trong một dịp triễn lãm
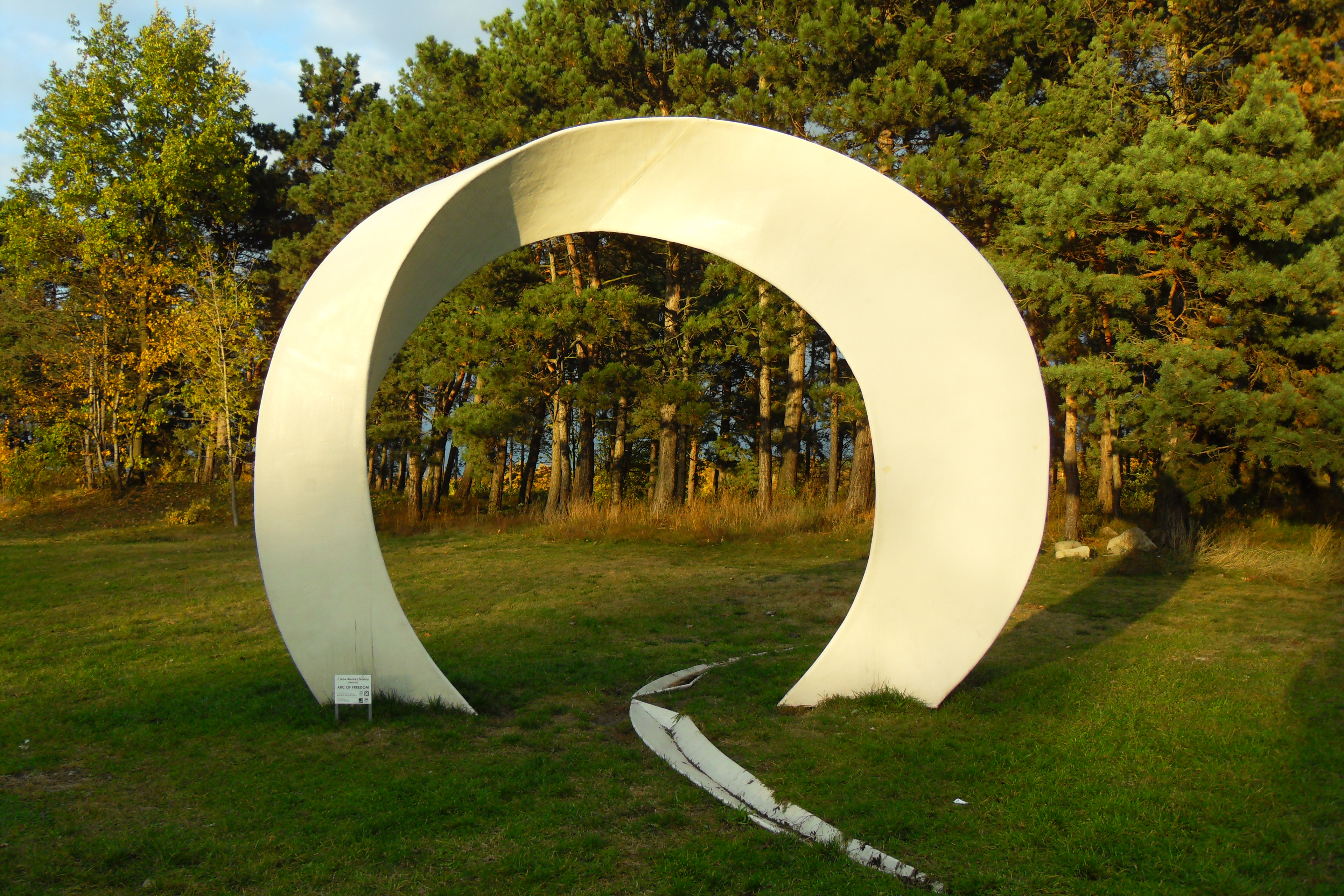
(2011)
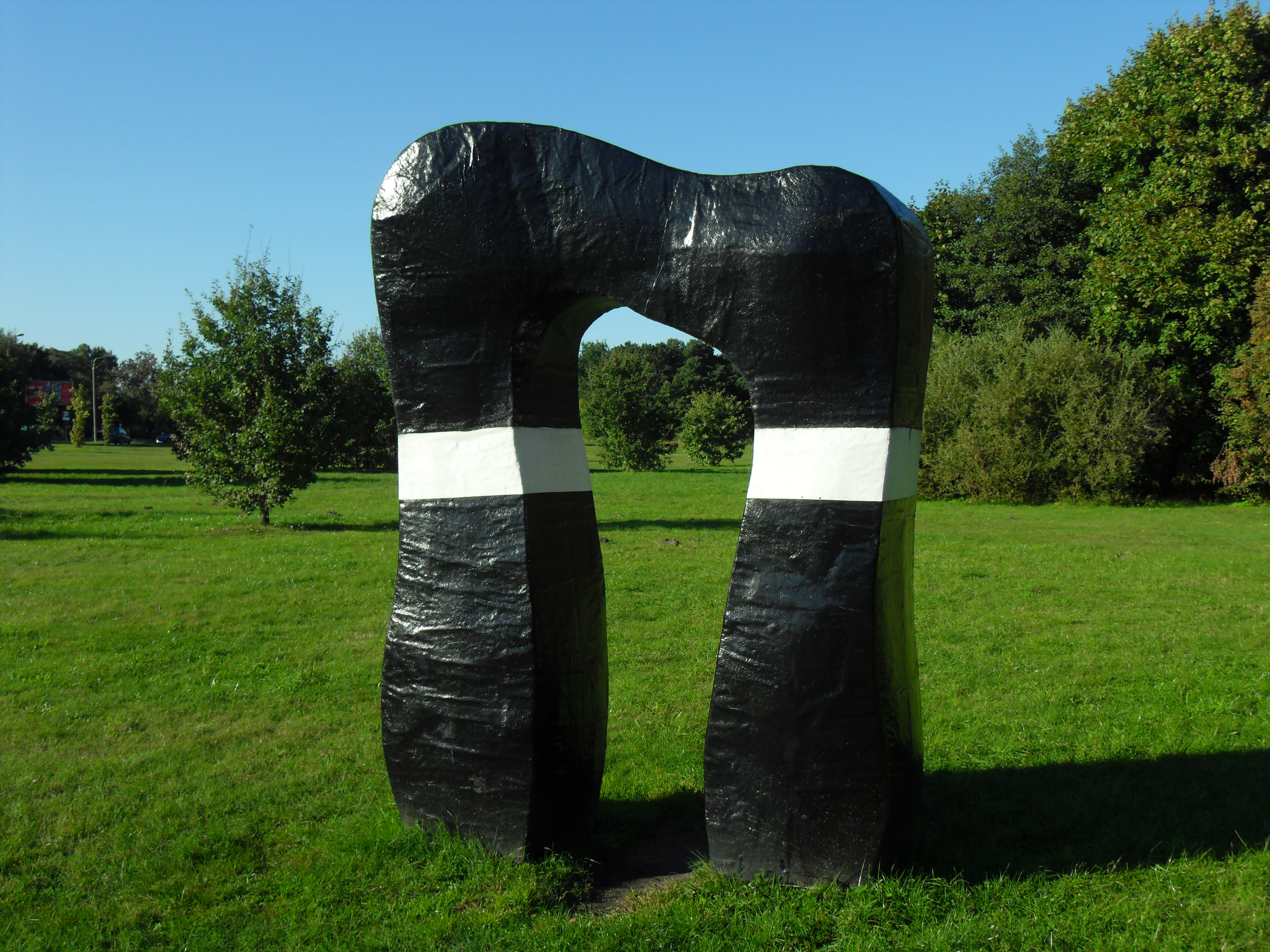
(2011)
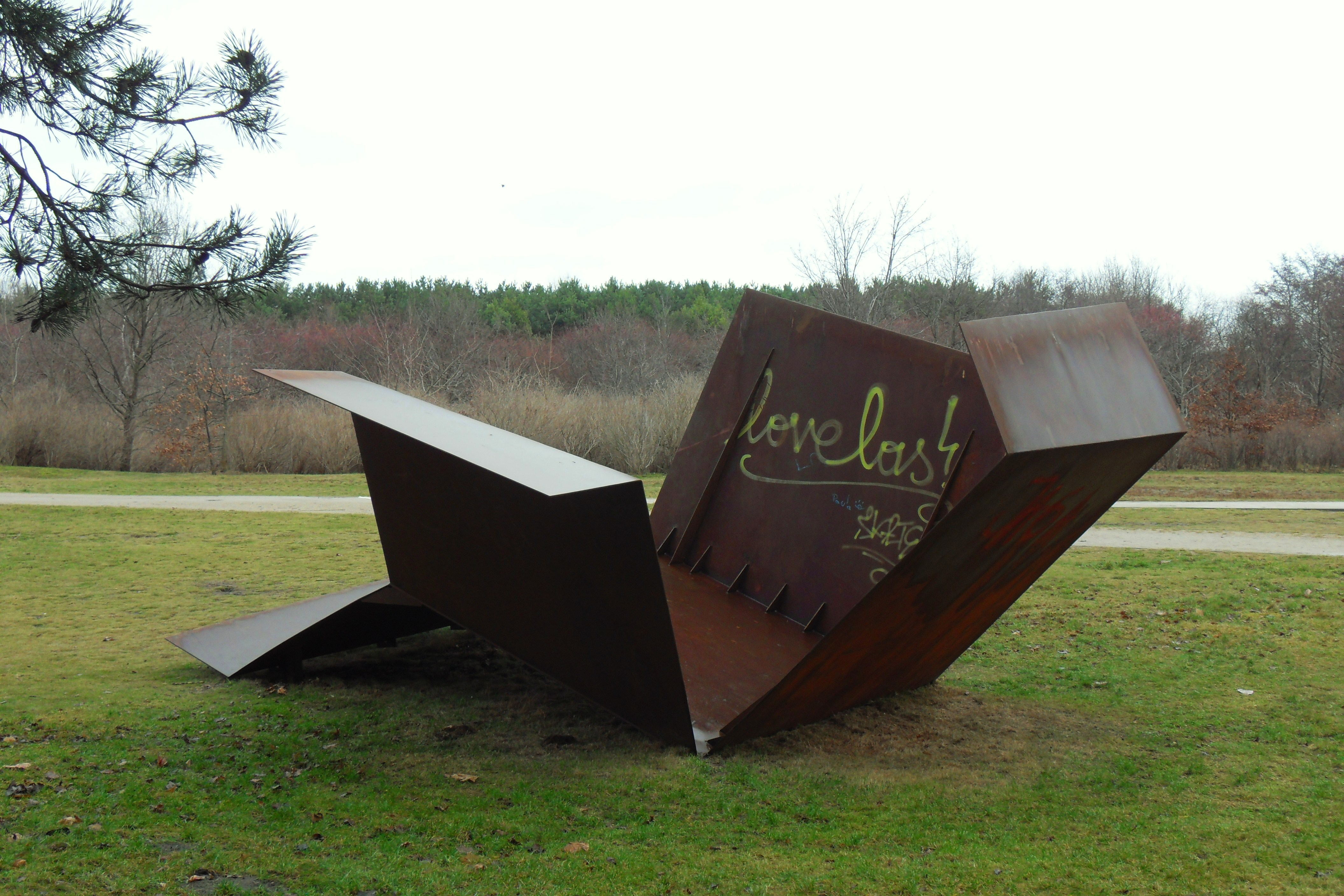
(2013)
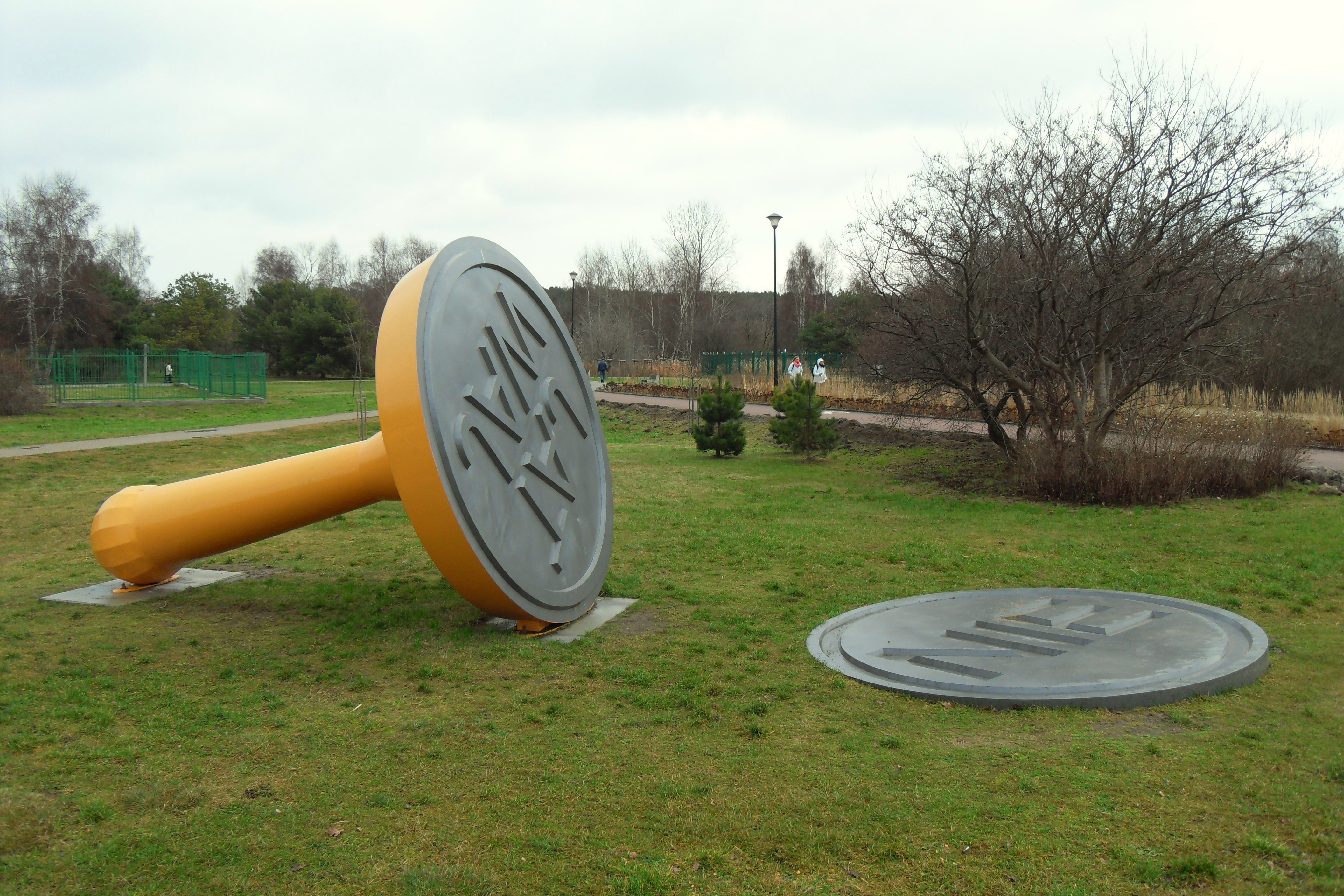
(2013)